# 필로 맥컬로프

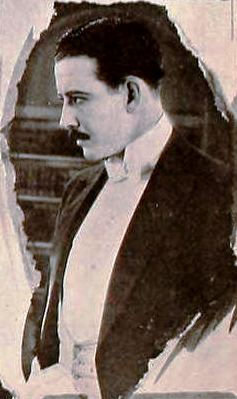

필로 맥컬로프(Philo McCullough, 1893년 6월 16일 ~ 1981년 6월 5일)는 미국의 배우, 영화배우이다.
샌버너디노에서 태어났으며 버뱅크에서 사망하였다. 포리스트 론 메모리얼 파크에 매장되었다.

## 영화
- 그레이트 레이스 (1965년)
- 타잔 - 버스터 크라블 편 2 (1964년)
- 샤이안 (1964년)
- 브로드웨이의 자장가 (1951년)
- 지옥문을 열어라 (1950년)
- 애니 넘버 캔 플레이 (1949년)
- 마천루 (1949년)
- 더 뷰티풀 브론드 프럼 배쉬풀 벤드 (1949년)
- 룩 포 더 실버 리닝 (1949년)
- 밤에서 밤으로 (1949년)
- 투 가이스 프럼 텍사스 (1948년)
- 마이 와일드 아이리시 로즈 (1947년)
- 투 가이스 프럼 밀워키 (1946년)
- 스톨렌 라이프 (1946년)
- 아틀란틱 시티 (1944년)
- 폴로우 더 보이즈 (1944년)
- 정복 영웅의 환영 (1944년)
- 그린 호넷 2 (1941년)
- 유인원 인간 (1940년)
- 렛 프리덤 링 (1939년)
- 스미스씨 워싱톤 가다 (1939년)
- 하층민(영어판) (1936년)
- 평원의 사나이 (1936년)
- 대홍수 (1933년)
- 무적 타잔 (1933년)
- 쇼 오브 쇼 (1929년)